# Сухой Чалтырь
Сухо́й Ча́лтырь, балка Ча́лтырьская, балка Ча́лтырская, балка Сухоча́лтырьская (разговорн. (в Каратаево) Ча́лтырка) — река в Ростовской области России, правый приток Мёртвого Донца, одного из рукавов дельты Дона. Длина 21,6 км. Частично протекает по территории города Ростова-на-Дону. Крупнейший приток — балка Калмыцкая (левый). Общее падение реки — 100,4 м, уклон — 4,65 м/км. Сухой Чалтырь — типичная река северного полушария: правый берег чуть выше левого, основные притоки-балки — левые, а левая часть бассейна больше правой. На реке сооружены пруды.

## Название

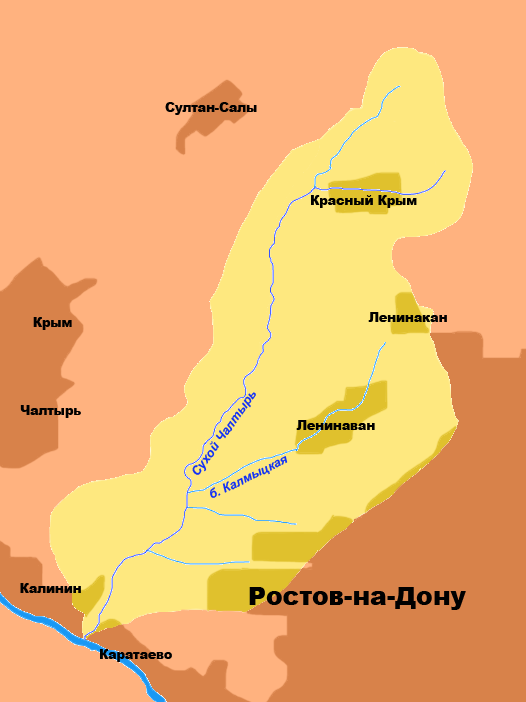
Бассейн Сухого Чалтыря

В Ростовской области также есть реки Мокрый Чалтырь, следующий за Сухим Чалтырем крупный приток Мёртвого Донца, и приток Тузлова — река Салантырь.

## Течение

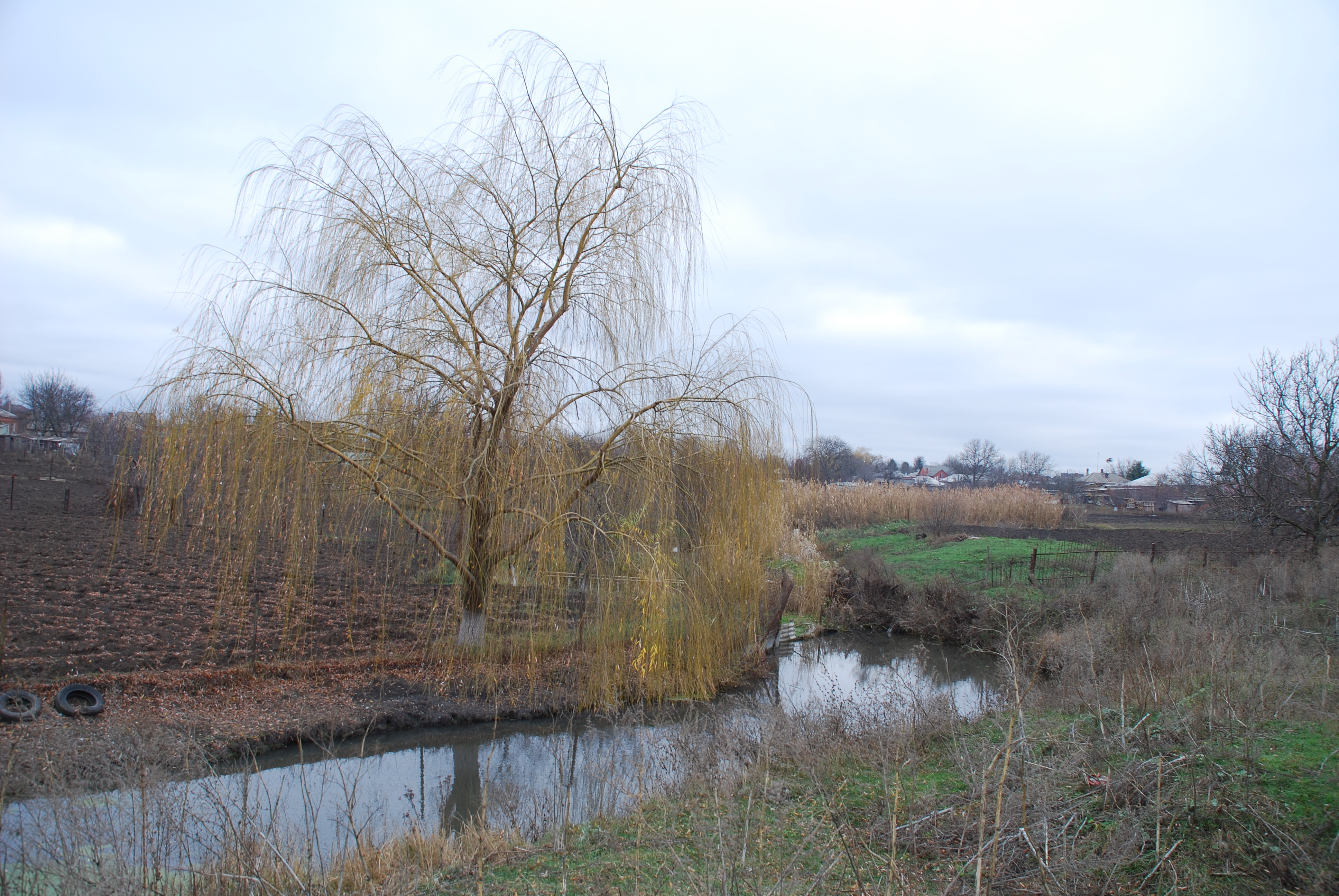
Река в хуторе Красный Крым

Река берёт начало на водоразделе с реками Темерник и Мокрый Чалтырь, к востоко-северо-востоку от хутора Красный Крым Мясниковского района Ростовской области. Вначале течёт на запад, протекая через хутор Красный Крым. Затем, протекая через крупный пруд, поворачивает на юг. Далее, снова протекает через большой пруд, ниже которого по обоим берегам реки расположено садоводческое товарищество «Темерник», а ниже его на правом берегу — птицефабрика. Ниже птицефабрики, на правом берегу расположена молочно-товарная ферма. Далее, прямо в балке реки, расположен полигон, где проходят тракторные гонки «Бизон-Трек-Шоу», ниже которого река принимает левый приток — балку Калмыцкую, и пересекается трассой М23 «Ростов-на-Дону — Мариуполь». После принимает левый приток — ручей без названия, протекающий мимо свалок и промзон, сбрасывающих в него стоки. С этого места река является естественной границей территории Ростова-на-Дону и Мясниковского района. После через реку переброшено два железнодорожных моста, между которыми долина реки застроена садовыми товарищества. После второго железнодорожного моста река на протяжении 600 м протекает между хутором Калинин и микрорайоном Каратаево, после чего впадает в реку Мёртвый Донец с правой стороны.

## История
Река упоминается в Дневнике путешествия в южную Россию академика Петербургской Академии Наук Гильденштедта в 1773—1774 годах (указанная длина намного меньше настоящей):

Мы проехали ещё три версты далее на западо-юго-запад до Сухого Чалтыря, балки, начинающейся верстах в пяти на север от Донца и изливающей в него весною снеговую воду окрестной степи.

На левом берегу реки, в Каратаево, расположено древнее городище, датируемое началом I века н. э. Сейчас на месте городища располагается кладбище.

## Водный режим
Река представляет собой большую балку с постоянным током воды. Питание реки родниковое.

## Бассейн
- Сухой Чалтырь
  - б. Калмыцкая — (л)

## Населённые пункты
На реке расположены следующие населённые пункты:
- х. Красный Крым
- х. Калинин
- мкр. Каратаево

Кроме вышеупомянутых населённых пунктов, на территории водосборного бассейна реки расположены хутора Ленинаван, Ленинакан и город Ростов-на-Дону (частично).